# Bad-tibira
Bad-tibira (o Bad-Tibira) fu un'antica città sumera situata nella bassa Mesopotamia.
Il nome Bad-tibira significava "muro (o fortezza) dei fabbri" oppure, nella variante Pad-tibira, "canale dei fabbri" e quindi probabilmente la città fu un centro metallurgico. Fu anche chiamata Panti-Biblos dai Greci. Oggi la città è localizzata nella moderna Tell al-Madain.

## Storia
Bad-Tibira è menzionata per la prima volta nella Lista dei re sumeri come una delle cinque città prediluviane (le altre erano Eridu, Larak, Sippar e Shuruppak).
Il dio protettore della città era Dumuzi, il dio-re amato da Inanna. 
Proprio in questa città sarebbe stato inumato il cadavere del dio, il cui corpo sarebbe stato posto in un reliquiario, su una lastra di lapislazzuli, dopo aver subito forse un processo di imbalsamazione.  
Oltre a Dumuzi, altri sovrani della città-stato citati dalla Lista dei re sumeri sono Enmenluanna, che è ricordato come fondatore di Bad-Tibira, e Enmengalanna.